# Metarbela chidzingai
Metarbela chidzingai is een vlinder uit de familie van de Metarbelidae. De wetenschappelijke naam van de soort is voor het eerst gepubliceerd in 2008 door Ingo Lehmann.
Deze soort komt voor in Tanzania.